# Liberális Demokrata Párt (Japán)
A Liberális Demokrata Párt (自由民主党; Hepburn: Dzsijú Minsutó), röviden LDP, konzervatív japán politikai párt. 1955-ös megalapítása óta négy év kivételével (1993 augusztus–1994 június és 2009 szeptember–2012 december) japán kormányzó pártja.
A párt nem összekeverendő a már nem létező Liberális Párttal („自民党”, átírással Dzsimintó), amely egybeolvadt a Demokrata Párttal.

## Történelem

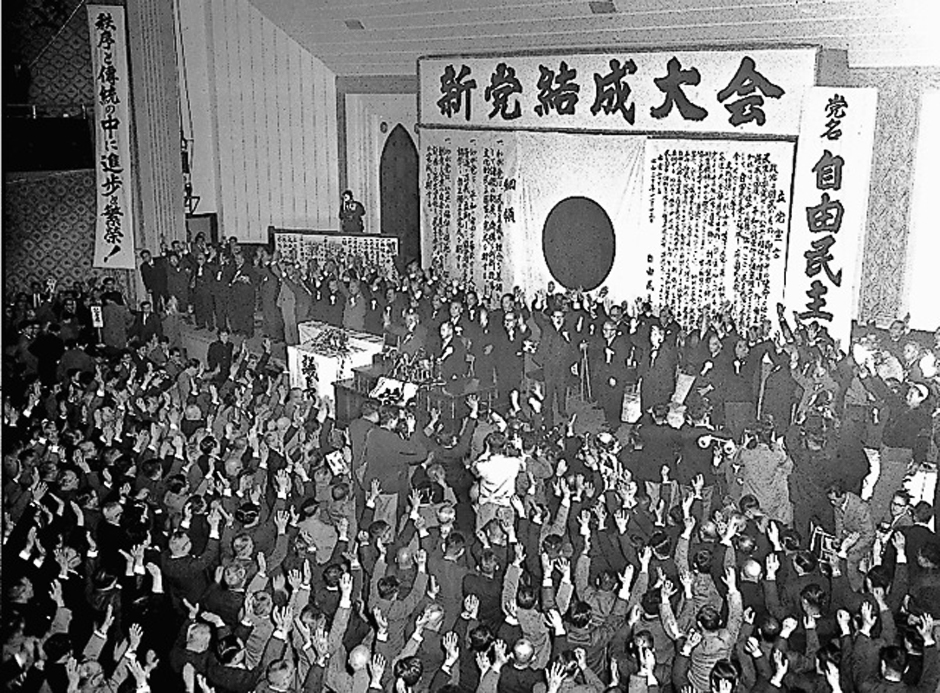
Az LDP alapító gyűlése

Az LDP 1955-ben alakult két konzervatív párt, a Josida Sigeru vezette Liberális Párt és a Hatojama Icsiró vezette Japán Demokrata Párt összeolvadásával. A konzervatív párt az 1952., 1953. és 1955. évi választásokon egyre erősödő baloldal és az újonnan létrejött Japán Szocialista Párt (a mai Szociáldemokrata Párt ellenében jött létre. Az 1955-öt követő választásokat 1993-ig megszakítás nélkül az LDP nyerte.
A párt Japán külpolitikájának gyökeres átalakításával kezdte tevékenységét. Japán belépett az ENSZ-be, létrejöttek a diplomáciai kapcsolatok a Szovjetunióval. Az 1950-es években az LDP vezetői pártjukat meghatározó politikai erővé tették. Ennek bizonyítéka, hogy az 50-es években minden választást az LDP nyert meg.
Az 1950-es évektől az 1970-es évekig az amerikai CIA milliókat költött a japán választások befolyásolására az LDP javára és a Japán Szocialista Párt, valamint a Japán Kommunista Párt kárára, bár ez az 1990-es évekig titokban maradt.

## Felépítés
A párt élén az elnök (szószai) áll, akit hároméves időszakokra választanak meg, legfeljebb kétszer (2002 előtt az elnök hivatali ideje csak két év volt). Amíg a párt megtartotta többségét az alsóházban, az elnök egyben Japán miniszterelnöke is volt. A pártelnököt a parlament LDP-s tagjaiból és a prefektúrák képviselőiből álló pártgyűlés választja.

## Ideológia
A párt alapvetően nem sorolható be egyértelmű ideológiák mentén, hosszú kormányban eltöltött évek alapján a pártot, gyűjtőpártként szokták jellemezni.  Ideológiailag a pártot konzervatívnak és nacionalistának tartják.  A párt gazdasági kérdésekben, a gyors, exportorienált gazdasági növekedést tartja fontosnak, nemzetközi szinten pedig Egyesült Államokkal való szoros együttműködést. Az állami tulajdon helyett a privatizálást tartják fontosnak, számos adóreformot hajtottak végre. Az állami bürokrácia csökkentése és a korrupcióellenesség is fontos része politikájuknak.
1990-es években prioritásuk volt a Délkelet-Ázsiai régió fejlődését vezetni és annak vezetőjének maradni. Fontos céljuk, hogy a japán gazdaság liberalizálásval nemzetközivé tegyek emellett a belföldi kereslet ösztönző tervek végrehajtása. 
A párt elutasítja az azonos neműek házasságát.

## Választási eredmények

### Parlamenti választások
| Választás éve | Elnök               | Képviselők száma | Elnyert mandátumok | Választókerületi szavazatok | Választókerületi szavazatok | Blokk szavazások | Blokk szavazások | Eredmény    |
| Választás éve | Elnök               | Képviselők száma | Elnyert mandátumok | Szavazatok száma            | %                           | Szavazatok száma | %                | Eredmény    |
| ------------- | ------------------- | ---------------- | ------------------ | --------------------------- | --------------------------- | ---------------- | ---------------- | ----------- |
| 1958          | Kisi Nobuszuke      | 413              | 289 / 467          | 23,840,170                  | 59.0%                       |                  |                  | Kormánypárt |
| 1960          | Ikeda Hajato        | 399              | 300 / 467          | 22,950,404                  | 58.1%                       |                  |                  | Kormánypárt |
| 1963          | Ikeda Hajato        | 359              | 283 / 467          | 22,972,892                  | 56.0%                       |                  |                  | Kormánypárt |
| 1967          | Szató Eiszaku       | 342              | 277 / 486          | 22,447,838                  | 48.9%                       |                  |                  | Kormánypárt |
| 1969          | Szató Eiszaku       | 328              | 288 / 486          | 22,381,570                  | 47.6%                       |                  |                  | Kormánypárt |
| 1972          | Tanaka Kakuei       | 339              | 271 / 491          | 24,563,199                  | 46.9%                       |                  |                  | Kormánypárt |
| 1976          | Miki Takeo          | 320              | 249 / 511          | 23,653,626                  | 41.8%                       |                  |                  | Kormánypárt |
| 1979          | Ōhira Maszajosi     | 322              | 248 / 511          | 24,084,130                  | 44.59%                      |                  |                  | Kormánypárt |
| 1980          | Ōhira Maszajosi     | 310              | 284 / 511          | 28,262,442                  | 47.88%                      |                  |                  | Kormánypárt |
| 1983          | Nakaszone Jaszuhiro | 339              | 250 / 511          | 25,982,785                  | 45.76%                      |                  |                  | Koalíció    |
| 1986          | Nakaszone Jaszuhiro | 322              | 300 / 512          | 29,875,501                  | 49.42%                      |                  |                  | Kormánypárt |
| 1990          | Kájfú Tosiki        | 338              | 275 / 512          | 30,315,417                  | 46.14%                      |                  |                  | Kormánypárt |
| 1993          | Mijazava Kiicsi     | 285              | 223 / 511          | 22,999,646                  | 36.62%                      |                  |                  | Ellenzék    |
| 1993          | Mijazava Kiicsi     | 285              | 223 / 511          | 22,999,646                  | 36.62%                      | Koalíció         |                  |             |
| 1996          | Hasimoto Rjútaró    | 355              | 239 / 500          | 21,836,096                  | 38.63%                      | 18,205,955       | 32.76%           | Koalíció    |
| 2000          | Mori Josiró         | 337              | 233 / 480          | 24,945,806                  | 40.97%                      | 16,943,425       | 28.31%           | Koalíció    |
| 2003          | Koizumi Dzsunicsiró | 336              | 237 / 480          | 26,089,326                  | 43.85%                      | 20,660,185       | 34.96%           | Koalíció    |
| 2005          | Koizumi Dzsunicsiró | 346              | 296 / 480          | 32,518,389                  | 47.80%                      | 25,887,798       | 38.20%           | Koalíció    |
| 2009          | Aszó Taró           | 326              | 119 / 480          | 27,301,982                  | 38.68%                      | 18,810,217       | 26.73%           | Ellenzék    |
| 2012          | Abe Sinzó           | 337              | 294 / 480          | 25,643,309                  | 43.01%                      | 16,624,457       | 27.79%           | Koalíció    |
| 2014          | Abe Sinzó           | 352              | 291 / 475          | 25,461,427                  | 48.10%                      | 17,658,916       | 33.11%           | Koalíció    |
| 2017          | Abe Sinzó           | 332              | 284 / 465          | 26,719,032                  | 48.21%                      | 18,555,717       | 33.28%           | Koalíció    |
| 2021          | Kisida Fumio        | 337              | 259 / 465          | 27,626,235                  | 48.08%                      | 19,914,883       | 34.66%           | Koalíció    |